# 나이토 타케토시
나이토 타케토시(Taketoshi Naito, 1926년 6월 16일 ~ 2012년 8월 21일)는 일본의 배우, 일본의 성우이다.
기타큐슈시에서 태어났으며 요코하마시에서 사망하였다. 사인은 림프종이다.

## 방송
- 3학년 B반 킨파치선생 3

## 영화
- 시베리아 초특급 3 (2003년)
- 원더풀 라이프 (1998년) - 이치로 와타나베 역
- 사무라이 픽션 (1998년) - 이누카이 칸젠 역
- 비밀의 화원 (1996년)
- 가미가제 택시 (1995년) - 도몬 역
- 달빛의 여름 (1993년)
- 결혼 (1993년)
- 스케반 형사 극장판 (1987년)
- 고질라 17 - 고질라 1985 (1984년)
- 써드 (1978년)
- 요파 (1976년)
- 모래 그릇 (1974년)
- 아들을 동반한 검객 5 (1973년)
- 카이군 토쿠베츠 넨쇼 헤이 (1972년)
- 아들을 동반한 검객 (1972년)
- 쿠로베의 태양 (1968년)
- 하나오카 세이슈의 아내 (1967년)
- 향료의 향 (1964년)
- 제국은행사건 - 사형수 (1964년)
- 인간의 조건 3 (1961년)
- 인간의 조건 2 (1959년)
- 한낮의 암흑 (1956년)
- 버마의 하프 (1956년)
- 아이 스레바 코소 (1955년)